# ایوان میسون
ایوان میسون (فرانسوی: Yvann Maçon‎؛ زادهٔ ۱ اکتبر ۱۹۹۸) بازیکن فوتبال اهل فرانسه است.

## باشگاهی
از باشگاه‌هایی که در آن بازی کرده‌است می‌توان به باشگاه فوتبال سن-اتین اشاره کرد.

## تیم ملی
وی همچنین در تیم‌های ملی فوتبال تیم ملی فوتبال گوادلوپ و زیر ۲۱ سال فرانسه بازی کرده‌است.